# Ypsilopus
Ypsilopus là một chi thực vật có hoa thuộc họ Lan.